# Регистрационный номер

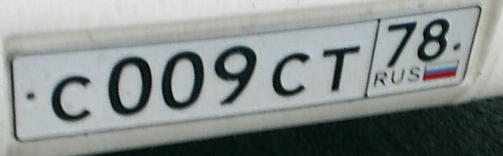
Автомобильный номер

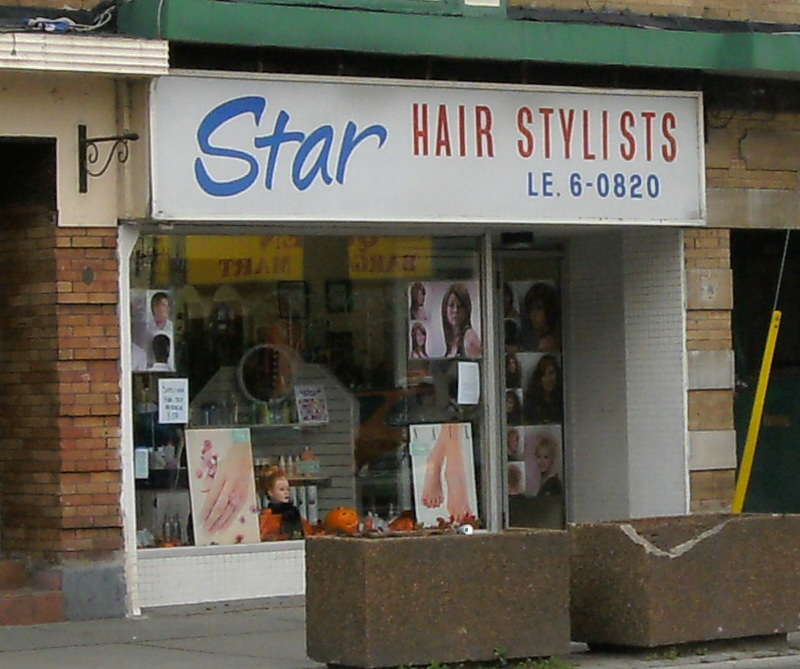
Вывеска парикмахерской содержит телефонный номер в старом канадском формате

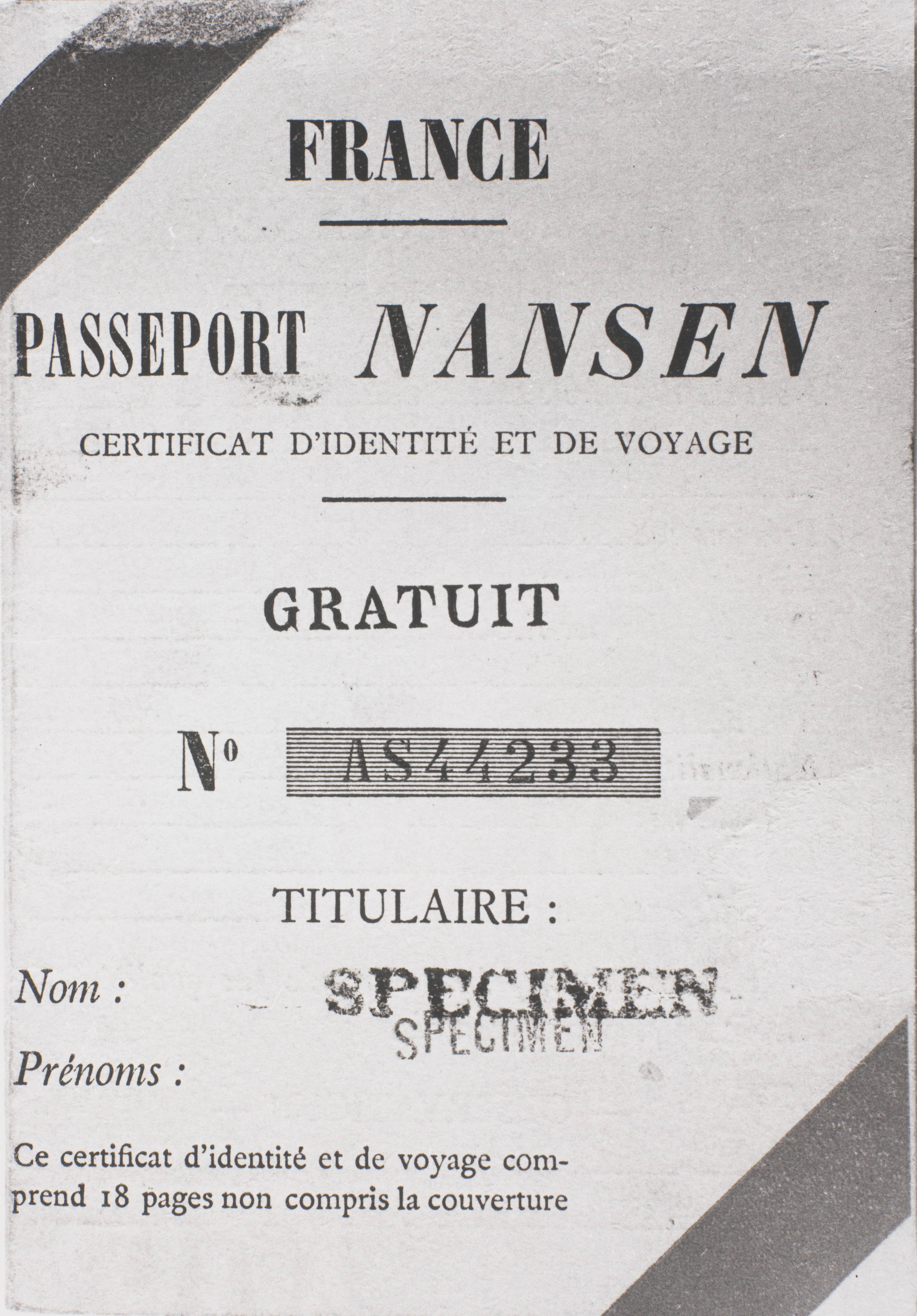
Регистрационный номер на старом нансеновском паспорте для беженцев

Номер на банковской карте

Регистрационный номер (обычно называемый просто номер, или код) — относительно короткая последовательность цифр и (или) букв, обозначающая данный объект для отличия его от других подобных объектов.

## Регистрационный номер и порядковый номер
Регистрационный номер не обязательно совпадает с порядковым номером, даже если он содержит только цифры. Например, номер 6700 в названии модели телефона «Nokia 6700» не означает, что до неё у Нокии было ровно 6699 моделей. Однако, нередко часть регистрационного номера является порядковым номером.

## Регистрационный номер и имя
Регистрационный номер является аналогом имени собственного.
Преимущества имени собственного:
- лёгкая запоминаемость;
- лёгкость произношения.

Преимущества регистрационного номера:
- Обычно регистрационный номер короче имени.
- В случае очень большого количества объектов затруднительно каждому давать индивидуальное имя.
- Из соображений безопасности трудная запоминаемость может оказаться достоинством.
- Он может содержать дополнительную информацию.

Например, компания Sony Ericsson из маркетинговых соображений перешла в обозначениях своих моделей от номеров (например, Sony Ericsson K750) к именам (например, Sony Ericsson Xperia Arc).

## Дополнительная информация в номере
Регистрационный номер может содержать дополнительную информацию. Чтобы номер оставался коротким, информация в нём содержится в закодированном виде (отсюда второе название регистрационного номера — «код»). Например, в телефонном номере по второй, третьей и четвёртой цифре можно определить оператора сотовой связи; в автомобильном номере по буквенной части можно определить место регистрации и т. д.

## Контрольные символы
Из-за трудности запоминания в регистрационном номере легко допустить ошибку. Поэтому в некоторых регистрационных номерах содержится один или несколько «контрольных символов», то есть букв или цифр, предназначенных для проверки правильности ввода. При проверке на основании всех букв цифр (включая контрольные) на основе какой-либо формулы вычисляется число (например, контрольная сумма — сумма всех цифр). Если она окажется не такой, как ожидалось (например, если последняя цифра контрольной суммы не равна нулю), то регистрационный номер введён с ошибкой.

## Примеры регистрационных номеров
- Телефонный номер
- Автомобильные номера
- Бортовой номер корабля
- Международный стандартный номер книги
- Регистрационный номер CAS химических соединений
- Номер по спутниковому каталогу
- Номер ООН опасных веществ
- Кодовые обозначения НАТО
- Коды валют
- Международный идентификационный код ценной бумаги